# Европско првенство у атлетици на отвореном 1934 — 400 метара препоне за мушкарце
Трка на 400 метара са препонама у мушкој конкуренцији на 1. Европском првенству у атлетици 1934. у Торинуу одржана је 8. и 9. септембра на Стадиону Бенито Мусолини.

## Земље учеснице
Учествовало је 7 такмичара из 6 земаља.
1. Аустрија (1)
2. Грчка (1)
3. Италија (2)
4. Немачка (1)
5. Норвешка (1)
6. Финска (1)

## Освајачи медаља
|                   |                        |                        |
| Ханс Шеле Немачка | Акилес Јервинен Финска | Христос Мантикас Грчка |

## Резултати

### Квалификације
Квалификације су одржане 8. септембра. За финале су се пласирала тројица првопласираних из обе квалификационе групе. (КВ)
| Место | Група | Атлетичар         | Земља    | Резултат | Бел.    |
| ----- | ----- | ----------------- | -------- | -------- | ------- |
| 1.    | 1     | Ханс Шеле         | Немачка  | 55,4     | РЕП, КВ |
| 2.    | 1     | Христос Мантикас  | Грчка    | 56,1     | КВ      |
| 3.    | 1     | Ернст Лајтнер     | Аустрија | 56,5     | КВ      |
| 4.    | 2     | Акилес Јервинен   | Финска   | 57,2     | КВ      |
| 5.    | 2     | Луиђи Фачели      | Италија  | 57,3     | КВ      |
| 6.    | 2     | Холгер Албрехтсен | Норвешка | 1:02,7   | КВ      |
| 7.    | 1     | Марио Радајели    | Италија  | 1:02,7   |         |

### Финале
| Место | Атлетичар         | Земља    | Резултат  | Бел.    |
| ----- | ----------------- | -------- | --------- | ------- |
|       | Ханс Шеле         | Немачка  | 53,2      | РЕП, НР |
|       | Акилес Јервинен   | Финска   | 53,7      | НР      |
|       | Христос Мантикас  | Грчка    | 54,9      | НР      |
| 4     | Холгер Албрехтсен | Норвешка | 55,0      |         |
| 5     | Ернст Лајтнер     | Аустрија | 55,2      | НР      |
| 6     | Луиђи Фачели      | Италија  | Непознато |         |